# In Dreams (film)
In Dreams è un film del 1999 diretto da Neil Jordan. È un adattamento del romanzo del 1993 Doll's Eyes di Bari Wood.

## Trama
Claire Cooper è una casalinga che vive in una cittadina del Massachusetts e ha come attività secondaria quella di illustrare storie per bambini. Suo marito Paul è un pilota di aerei di linea ed è spesso lontano da casa per lavoro, lasciando Claire sola con la loro figlia Rebecca. Claire incomincia a sperimentare sogni bizzarri e indistinti, che coinvolgono una città sommersa e l'assassinio di una bambina. Poco dopo, Rebecca sparisce dopo una recita scolastica, e viene poi ritrovata morta in fondo al lago. Claire è devastata e le ci vuole diverso tempo per riprendersi.
Credendo che i suoi sogni siano premonitori, Claire cerca di farsi coinvolgere nelle indagini della polizia, ma incontra delle resistenze. I suoi sogni e le sue visioni si fanno sempre più chiari e frequenti, al punto di credere di avere davanti azioni dell'uccisore di sua figlia, un assassino seriale di nome Vivian Thompson. Scopre che la città sommersa che ha visto in sogno è Northfield, che fu allagata quando si realizzò il bacino artificiale.
Le visioni trascinano Claire sull'orlo della follia, così da cercare aiuto presso uno psicologo, il dottor Silverman, che le diagnostica una psicosi. Dopo che ha tentato il suicidio tagliandosi i polsi viene internata in una ospedale psichiatrico, ma continua ad essere tormentata dalle visioni, tra le quali una di Vivian che uccide Paul. Quando le appare la visione di Vivian che rapisce un'altra bambina, Claire fa in modo di evadere dall'ospedale, sperando di evitare che ci sia un'altra vittima. Ruba l'auto di una guardia di sicurezza e rintraccia Vivian in una fabbrica abbandonata di conserve di frutta in riva al lago.
Al suo arrivo, Claire incontra Vivian e una bambina di nome Ruby. L'infantile Vivian, che da bambino fu gravemente abusato, rapisce delle bambine perché diventino le sue "compagne di giochi"; quando si oppongono, si adira e le uccide. Imprigiona Claire poiché le vorrebbe imporre di restare con lui e con Ruby per formare la sua "nuova famiglia". La polizia riesce a rintracciare Claire alla fabbrica, dove ha un faccia a faccia con Vivian, che punta una pistola alla testa di Claire. Quando un cecchino di una squadra d'assalto cerca di mirare a Vivian da un elicottero, questi spinge Claire lungo un ponte che scavalca una cascata tributaria e si getta con lei oltre il parapetto, sprofondando nelle acque, dove Claire ha una visione in cui si riunisce con sua figlia prima di affogare.
Tempo dopo, Vivian, che è sopravvissuto alla caduta, viene internato nello stesso ospedale psichiatrico in cui era stata trattenuta Claire. Mentre giace a letto, ha delle visioni orribili dello spirito di Claire che lo tormenta e vede apparire sul soffitto la frase "Sweet dreams, Vivian" ("Sogni d'oro, Vivian"), scritta col sangue. Dai muri della cella emergono due braccia insanguinate che lo abbrancano, facendolo urlare per l'orrore.

## Produzione

### Sceneggiatura
Il film si basa sul romanzo Doll's Eyes di Bari Wood. Il progetto ebbe origine da un copione intitolato Blue Vision, scritto da Bruce Robinson. Neil Jordan fu coinvolto per la regia di uno dei primi progetti della DreamWorks, avendo lavorato con David Geffen nei suoi tre film precedenti; egli riscrisse la sceneggiatura e l'intitolò In Dreams. Commentando il tema complessivo del film , Jordan dichiarò: "Non credo che il mondo vada in un modo razionale, ma tutti noi ne scriviamo e ne parliamo come se lo facesse. Penso che ciò riguardi molte storie che ho raccontato. Come le persone cerchino di costruire e di dare un significato alle loro vite con gli strumenti a disposizione come la logica e il concetto di causa ed effetto, e poi irrompono nelle loro vite queste forze che tolgono loro ogni senso."

### Riprese
Le riprese si svolsero in varie località della Nuova Inghilterra, tra le quali diverse città del Massachusetts: Northampton (al Northampton State Hospital e allo Smith College), Southampton, Northfield e Florence. Ulteriori riprese ebbero luogo al complesso alberghiero Wentworth by the Sea di New Castle (New Hampshire). I set subacquei furono realizzati e filmati agli studi della 20th Century Fox nella penisola di Bassa California, nello stessa vasca utilizzata per le scene subacquee del film del 1997 Titanic. il budget di produzione del film fu di circa 30 milioni di dollari.
Il fotografo Darius Khondji applicò dei filtri sulle lenti della cinepresa per ottenere tonalità sovrabbondanti nelle immagini autunnali del film, cosa che fu definita dal critico Nick Pinkerton come "isterica ed iperrealista."

## Accoglienza

### Incassi
In Dreams uscì negli Stati Uniti il 15 gennaio 1999, in 1670 sale. Durante il suo primo weekend, incassò 3 992 449 dollari, classificandosi undicesimo al botteghino statunitense. Al 5 marzo 1999 aveva incassato 
11 927 682 dollari.

### Critica
Il film ha un tasso d'approvazione del 25% su Rotten Tomatoes, sulla base di 51 recensioni, con un voto medio di 4,8/10. L'opinione del sito recita: "Alcuni aspetti visivi [sono] interessanti, ma il film è confuso come un sogno." Gli spettatori sondati da CinemaScore hanno dato un voto medio di "C-" su una scala da A+ a F.
Janet Maslin del The New York Times apprezzò la fotografia del film e la recitazione della Bening, riassumendo: "In fondo, In Dreams è solo una storia da raccontare attorno al fuoco, e una di quelle più bizzarre. Ma Neil Jordan l'ha diretto con passione, con uno stile visivo lussureggiante e seducente che ti prende proprio sotto la pelle." Alcuni critici, come Roger Ebert dello Chicago Sun-Times, commentarono la discutibile trama del film, giudicandolo "il thriller più sciocco da molte lune, e il solo in cui l'eroina è minacciata dalle mele. Sopravvive anche da tre cadute da lughi molto elevati (due in un lago, una sulle mele), fugge da un ospedale e da un manicomio, ha il cane più intelligente dai tempi di Lassie e provoca un incidente stradale che coinvolge un camion e una dozzina di vetture."
Jack Mathews del Los Angeles Times paragonò il film a Nightmare - Dal profondo della notte (1984), ma lo criticò per la sua mancanza di realismo. Tuttavia, egli apprezzò le sequenze visive subacquee, notando che "hanno l'atmosfera inquietante tipica dei precedenti film horror di Jordan", e scrisse che "la Bening interpreta questa parte come un muscolo indolenzito, o un dente che deve essere estratto. È uno sforzo coraggioso, antiestetico, una di quelle performance "lacrime e sangue" da manicomio che scompigliano capelli e trucco, per non parlare di chi deve assicurare la salute mentale." In modo simile, Desson Howe del Washington Post lodò la Bening per "una performance sfiancante che coglie nel segno", così come gli aspetti visivi "surrealisti" del film. Owen Gleiberman di Entertainment Weekly diede al film il voto C-, giudicandolo un "thriller privo d'immaginazione che provoca sgomento scioccando." Emanuel Levy di Variety caratterizò il film come "oscuro, spaventoso e senza compromessi", e ipotizzò che le critiche negative fossero dovure alla "narrazione contorta con un tono cupo e un finale non convenzionale in modo scioccante, che non dà [allo spettatore] la solita gratificazione del genere [cinematografico]."
Il co-sceneggiatore Robinson criticò il film l'anno successivo alla sua uscita dichiarando: "È stato un completo e assoluto pasticcio da capo a piedi. Pensavo che Gli occhi del delitto fosse un punto basso, ma Cristo onnipotente, questo ga toccato il fondo e si è messo a scavare." In una recensione retrospettiva, il critico Nick Pinkerton si riferì al film come a "un film fondamentalmente mal calibrato di una bruttezza piuttosto piccante, il lavoro di un dilettante di straordinario talento, se può esistere una cosa simile."

## Analisi
La studiosa di cinema Maria Pramaggiore considera In Dreams come un esempio, nella filmografia di Neil Jordan, nel quale canzoni famose sono utilizzate per "scombinare tempo e spazio comunicando la nozione del tempo come un processo ciclico." La Pramaggiore sottolinea anche l'importanza del perturbante nel film, citandolo come uno di quelli della filmografia del regista (assieme a Un amore, forse due del 1991 e The Butcher Boy del 1997) in cui "i sogni assumono la condizione della realtà."

## Riconoscimenti
- 1999 - Festival internazionale del cinema fantastico di Bruxelles
  - Corvo d'Argento a Neil Jordan

## Colonna sonora
La colonna sonora di In Dreams uscì il 12 gennaio 1999. I brani sono Elliot Goldenthal con la London Metropolitan Orchestra, salvo diversa indicazione.
1. Agitato Dolorosa – 4:59
2. Claire's Nocturne – 2:38
3. Pull of Red – 2:07
4. Appellatron – 3:33
5. Wraith Loops – 3:27
6. Rubber Room Stomp – 2:00
7. Pulled by Red – 1:11
8. Scytheoplicity – 2:26
9. In Dreams – 2:50 – Roy Orbison
10. Rebecca's Abduction – 4:32
11. Premonition Lento – 1:42
12. While We Sleep – 2:36
13. Don't Sit Under the Apple Tree (with Anyone Else but Me) – 2:17 – The Andrews Sisters
14. Andante – 3:38
15. Elegy Ostinato – 4:11
16. Dream Baby – 4:30 – Elizabeth Fraser

Durata totale: 48:37